# Durmignat
Durmignat est une commune française située dans le département du Puy-de-Dôme, en région Auvergne-Rhône-Alpes.

## Géographie

### Localisation
Durmignat est située au nord-ouest du département du Puy-de-Dôme.
Cinq communes sont limitrophes, dont une dans le département limitrophe de l'Allier :
|                         | Lapeyrouse |                      |
| Buxières-sous-Montaigut | Durmignat  | Échassières (Allier) |
| Saint-Éloy-les-Mines    | Moureuille |                      |

### Climat
Pour des articles plus généraux, voir Climat d'Auvergne-Rhône-Alpes et Climat du Puy-de-Dôme.
En 2010, le climat de la commune est de type climat océanique dégradé des plaines du Centre et du Nord, selon une étude du Centre national de la recherche scientifique s'appuyant sur une série de données couvrant la période 1971-2000. En 2020, Météo-France publie une typologie des climats de la France métropolitaine dans laquelle la commune est exposée à un climat de montagne ou de marges de montagne et est dans la région climatique Ouest et nord-ouest du Massif Central, caractérisée par une pluviométrie annuelle de 900 à 1 500 mm, maximale en automne et en hiver.
Pour la période 1971-2000, la température annuelle moyenne est de 10,1 °C, avec une amplitude thermique annuelle de 15,6 °C. Le cumul annuel moyen de précipitations est de 782 mm, avec 10,1 jours de précipitations en janvier et 7,5 jours en juillet. Pour la période 1991-2020, la température moyenne annuelle observée sur la station météorologique de Météo-France la plus proche, « Echassières_sapc », sur la commune d'Échassières à 4 km à vol d'oiseau, est de 10,3 °C et le cumul annuel moyen de précipitations est de 847,3 mm,. Pour l'avenir, les paramètres climatiques de la commune estimés pour 2050 selon différents scénarios d'émission de gaz à effet de serre sont consultables sur un site dédié publié par Météo-France en novembre 2022.

## Urbanisme

### Typologie
Au 1er janvier 2024, Durmignat est catégorisée commune rurale à habitat très dispersé, selon la nouvelle grille communale de densité à sept niveaux définie par l'Insee en 2022.
Elle est située hors unité urbaine. Par ailleurs la commune fait partie de l'aire d'attraction de Saint-Éloy-les-Mines, dont elle est une commune de la couronne,. Cette aire, qui regroupe 15 communes, est catégorisée dans les aires de moins de 50 000 habitants,.

### Occupation des sols
L'occupation des sols de la commune, telle qu'elle ressort de la base de données européenne d’occupation biophysique des sols Corine Land Cover (CLC), est marquée par l'importance des territoires agricoles (87,4 % en 2018), en diminution par rapport à 1990 (88,3 %). La répartition détaillée en 2018 est la suivante : prairies (78,9 %), forêts (12,6 %), zones agricoles hétérogènes (8,5 %). L'évolution de l’occupation des sols de la commune et de ses infrastructures peut être observée sur les différentes représentations cartographiques du territoire : la carte de Cassini (XVIIIe siècle), la carte d'état-major (1820-1866) et les cartes ou photos aériennes de l'IGN pour la période actuelle (1950 à aujourd'hui).

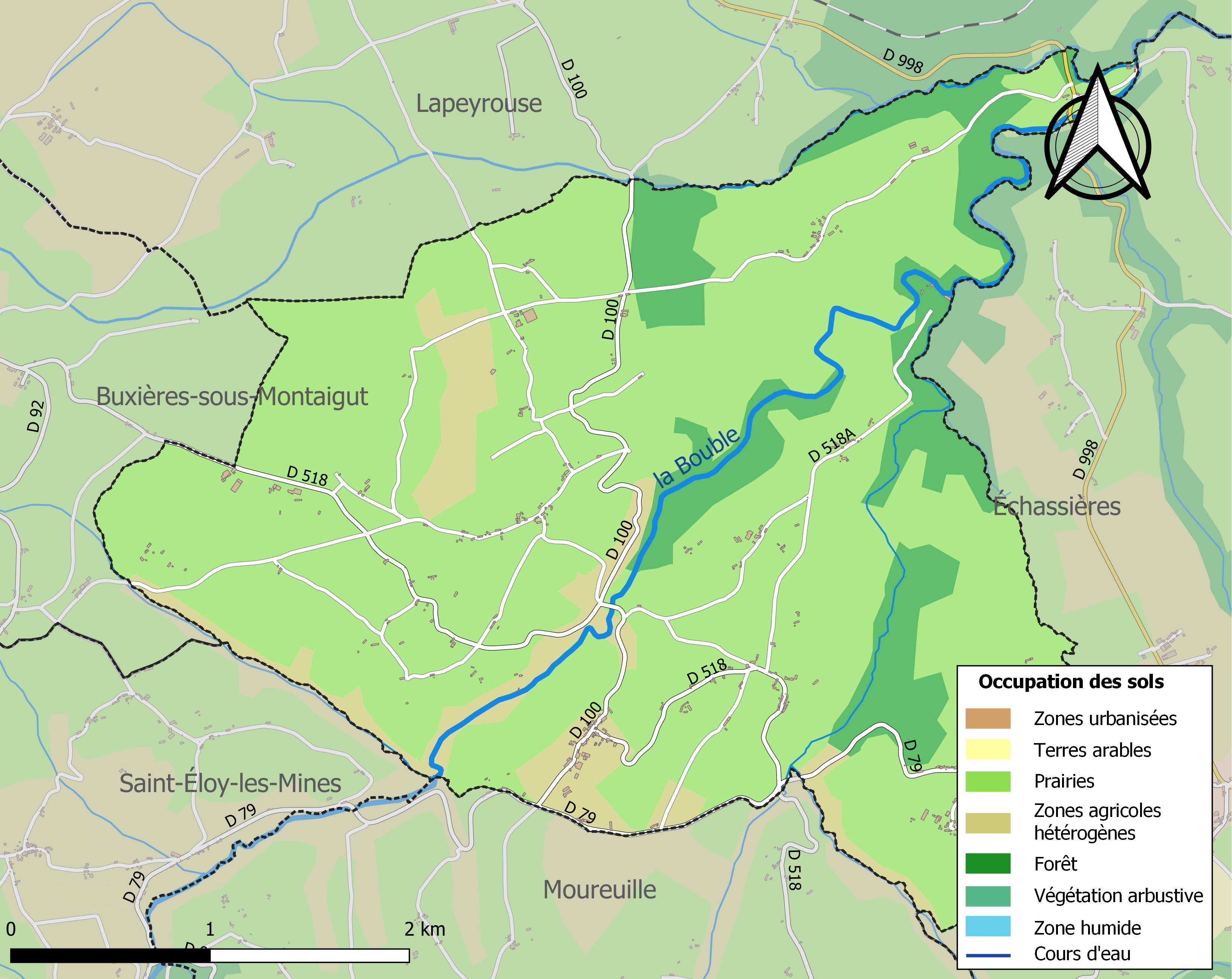
Carte des infrastructures et de l'occupation des sols de la commune en 2018 (CLC).

### Voies de communication et transports
La commune est traversée par les routes départementales 100 (vers Lapeyrouse au nord), 518 (vers Buxières-sous-Montaigut et Moureuille) et 518a (entre les hameaux de Pranoix et de Sauteloup).

## Toponymie
Le nom vient de Durminhat, nom en bourbonnais local du Croissant,.

## Histoire
Durant l'Antiquité, Durmignat faisait partie du territoire des Bituriges Cubes.
La commune figure sur la carte de Cassini établie au XVIIIe siècle sous le nom de Durmignac.
Au Moyen Âge, Durmignat faisait partie du Berry.
Avant 1789, bien que située dans le département du Puy-de-Dôme, la commune faisait partie de l'ancienne province du Bourbonnais.
Elle faisait aussi traditionnellement partie du diocèse de Bourges.

## Politique et administration

### Découpage territorial
La commune de Durmignat est membre de la communauté de communes du Pays de Saint-Éloy, un établissement public de coopération intercommunale (EPCI) à fiscalité propre créé le 1er janvier 2017 dont le siège est à Saint-Éloy-les-Mines. Ce dernier est par ailleurs membre d'autres groupements intercommunaux. De 2013 à 2016, elle était membre de la communauté de communes du Pays de Saint-Éloy-les-Mines.
Sur le plan administratif, elle est rattachée à l'arrondissement de Riom, à la circonscription administrative de l'État du Puy-de-Dôme et à la région Auvergne-Rhône-Alpes. Elle faisait partie du canton de Montaigut jusqu'en mars 2015.
Sur le plan électoral, elle dépend du canton de Saint-Éloy-les-Mines pour l'élection des conseillers départementaux, depuis le redécoupage cantonal de 2014 entré en vigueur en 2015, et de la deuxième circonscription du Puy-de-Dôme pour les élections législatives, depuis le dernier découpage électoral de 2010 (sixième circonscription avant 2010).

### Élections municipales et communautaires

#### Élections de 2020
Le conseil municipal de Durmignat, commune de moins de 1 000 habitants, est élu au scrutin majoritaire plurinominal à deux tours avec candidatures isolées ou groupées et possibilité de panachage. Compte tenu de la population communale, le nombre de sièges à pourvoir lors des élections municipales de 2020 est de 11. La totalité des candidats en lice a été élue dès le premier tour, le 15 mars 2020, avec un taux de participation de 69,09 %.

#### Chronologie des maires
| Période                                  | Période                    | Identité          | Étiquette | Qualité  |
| ---------------------------------------- | -------------------------- | ----------------- | --------- | -------- |
| Les données manquantes sont à compléter. |                            |                   |           |          |
| 1873                                     | 1888                       | Gilbert Duranthon |           |          |
| 1889                                     | 1911                       | Baptiste Guet     |           |          |
| 1912                                     | 1924                       | Michel Andrivon   |           |          |
| 1925                                     | 1944                       | Marcel Barthoux   |           |          |
| 1945                                     | 1975                       | Henri Pranoix     |           |          |
| 1976                                     | 1988                       | Alexis Daffix     |           |          |
| 1989                                     | 2003                       | Robert Daffix     |           |          |
| mars 2008                                | En cours (au 22 juin 2021) | Guy Chartoire,    |           | Retraité |

## Population et société

### Démographie
L'évolution du nombre d'habitants est connue à travers les recensements de la population effectués dans la commune depuis 1793. Pour les communes de moins de 10 000 habitants, une enquête de recensement portant sur toute la population est réalisée tous les cinq ans, les populations de référence des années intermédiaires étant quant à elles estimées par interpolation ou extrapolation. Pour la commune, le premier recensement exhaustif entrant dans le cadre du nouveau dispositif a été réalisé en 2008.

En 2022, la commune comptait 214 habitants, en évolution de +7,54 % par rapport à 2016 (Puy-de-Dôme : +2,1 %, France hors Mayotte : +2,11 %).
| 1793 | 1800 | 1806 | 1821 | 1831 | 1836 | 1841 | 1846 | 1851 |
| ---- | ---- | ---- | ---- | ---- | ---- | ---- | ---- | ---- |
| 378  | 308  | 523  | 335  | 418  | 442  | 502  | 547  | 718  |

| 1856 | 1861 | 1866 | 1872 | 1876 | 1881 | 1886 | 1891 | 1896 |
| ---- | ---- | ---- | ---- | ---- | ---- | ---- | ---- | ---- |
| 642  | 659  | 584  | 570  | 558  | 584  | 657  | 686  | 699  |

| 1901 | 1906 | 1911 | 1921 | 1926 | 1931 | 1936 | 1946 | 1954 |
| ---- | ---- | ---- | ---- | ---- | ---- | ---- | ---- | ---- |
| 738  | 714  | 665  | 598  | 546  | 503  | 470  | 429  | 456  |

| 1962 | 1968 | 1975 | 1982 | 1990 | 1999 | 2006 | 2008 | 2013 |
| ---- | ---- | ---- | ---- | ---- | ---- | ---- | ---- | ---- |
| 400  | 347  | 289  | 243  | 224  | 188  | 199  | 202  | 201  |

| 2018 | 2022 | - | - | - | - | - | - | - |
| ---- | ---- | - | - | - | - | - | - | - |
| 210  | 214  | - | - | - | - | - | - | - |

### Enseignement
Durmignat dépend de l'académie de Clermont-Ferrand. Aucune école n'est implantée dans la commune.
Les collégiens vont au collège Alexandre-Varenne de Saint-Éloy-les-Mines et les lycéens au lycée Virlogeux de Riom pour les filières générales et STMG, ou au lycée Pierre-Joël-Bonté, à Riom, pour la filière STI2D. Ces derniers bénéficient d'une double sectorisation dans la commune : ils peuvent aussi fréquenter les lycées du bassin de Montluçon.

## Culture locale et patrimoine

### Lieux et monuments
- Rivière : la Bouble.
- Lieux de légende locale :
- Le pied de la biche : empreinte de pied de biche dans une pierre situé dans un champ à proximité de la Bouble non loin du lieu-dit le Bouty.
- Le roc du Diable : rocher fendu au bord de la Bouble.
- Église Saint-Roch de la fin du XIXe siècle.

### Héraldique
| Blason de Durmignat | Blason  | Tiercé en pairle renversé: au 1 d'or à une biche couchée, la tête contournée, de gueules et allumée d'argent, au 2 d'azur à trois fasces ondées d'argent et à la coquille versée d'or brochante, au 3 de sinople a un loup passant d'or |
| Blason de Durmignat | Détails | Créé par JF Binon..Site Internet de la commune, 2023. |